# Mapa de Mitchell

O Mapa de Mitchell.

O Mapa de Mitchell é um mapa criado por John Mitchell e considerado o único mapa fiável durante o Tratado de Paris de 1783 para definir as fronteiras dos Estados Unidos da América, então já um país independente. O mapa foi reeditado e modificado várias vezes no século XVIII. Ainda hoje é importante para a resolução de conflitos territoriais entre Estados Unidos e Canadá, como base para os mapas geográficos contemporâneos e para estudar as mudanças que ocorreram ao longo dos anos, e, portanto, as batalhas internas realizadas nos Estados Unidos e entre estes e o Canadá. O Mapa de Mitchell foi o mais pormenorizado mapa do nordeste da América durante a época colonial. Tem 6,5 m de comprimento e 4,5 m de largura.

## História

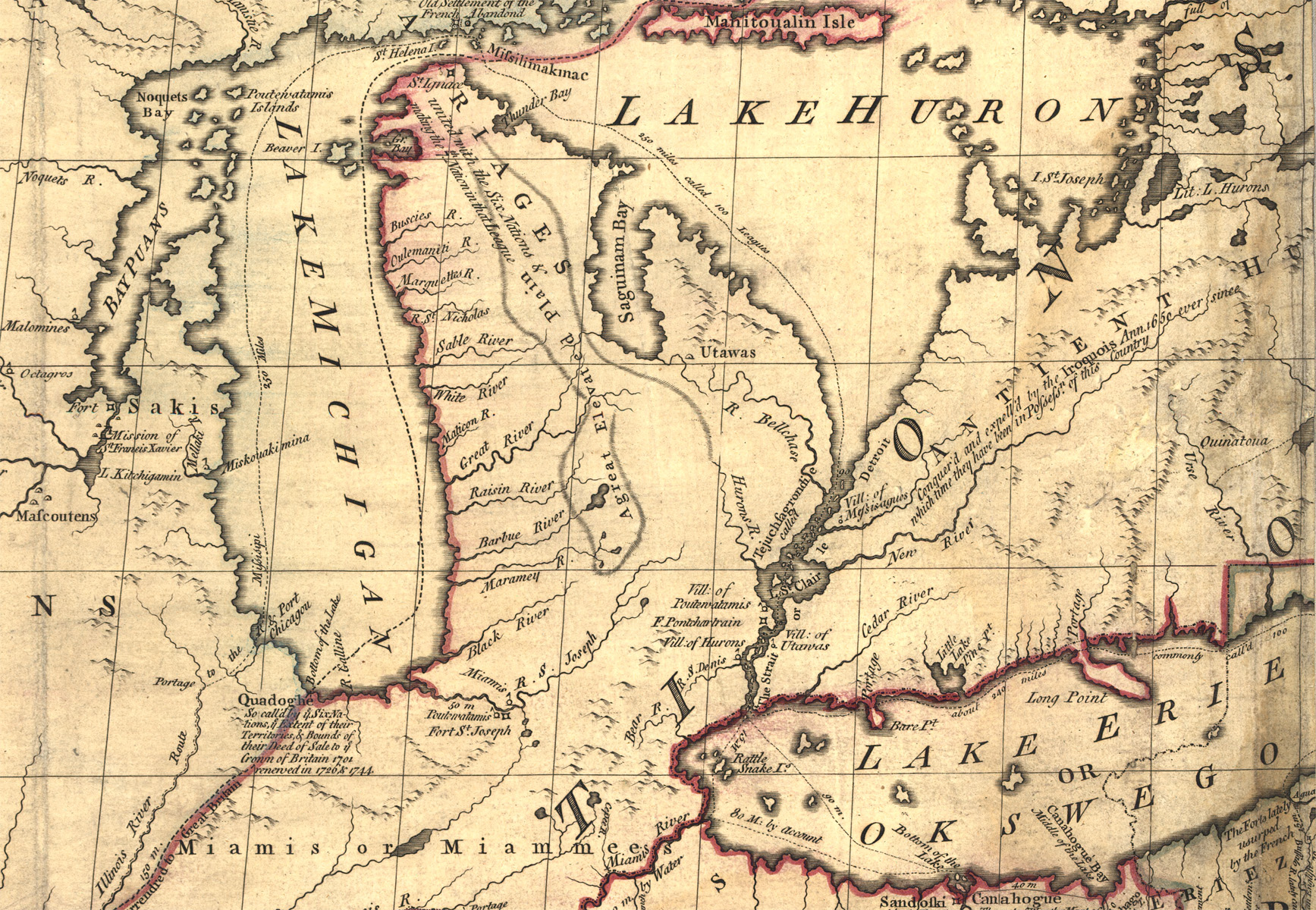
Extrato do Mapa de Mitchell.

John Mitchell não foi um cartógrafo profissional. Nasceu em 1711 numa rica família da Virgínia e estudou medicina na Escócia. Tal como muitos outros médicos formados na Escócia nessa época, estava interessado em botânica e em ciências naturais. O seu interesse em mapas começou numa viagem a Inglaterra em 1746. Na época, havia grandes conflitos entre os colonos franceses e britânicos, o que levou a violentos confrontos no Guerra Franco-Indígena contra os ingleses. Após a sua visita à Inglaterra em 1746, Mitchell estava interessado em promover o tratado francês junto dos britânicos. Decidiu criar um mapa para mostrar o tratado, nomeadamente mostrando as colónias britânicas rodeadas pelas dos franceses. Além disso, queria destacar os territórios conquistados pelos franceses e conquistados pelos britânicos, tal como fora estabelecido no Tratado de Utrecht, assinado em 1713.
Uma primeira versão do mapa foi feita em 1750. Foi só um esboço de Mitchell mas foi visto pelo Board of Trade, que o contratou para mapear a região. Isso incentivou-o a dar muito mais atenção aos pormenores, porque lhe pediram para criar um mapa correcto. Mitchell teve livre acesso aos arquivos de mapas antigos do Board of Trade. Em contrapartida, o Board deu indicações aos governadores coloniais para enviarem a Mitchell mapas pormenorizados e informação sobre a localização das fronteiras.
O mapa refinado de Mitchell foi publicado em 1755 por Andrew Millar, editor de Londres. Um ano após a Guerra dos Sete Anos surpreendeu os colonos britânicos e franceses.
A primeira edição, disponível a partir de 13 de fevereiro de 1755, foi intitulada O Mapa do domínio britânico e francês na América do Norte. A segunda edição, publicada em 1757, incluía grandes pedaços de texto contendo informações sobre vários lugares marcados no mapa.

## Descrição

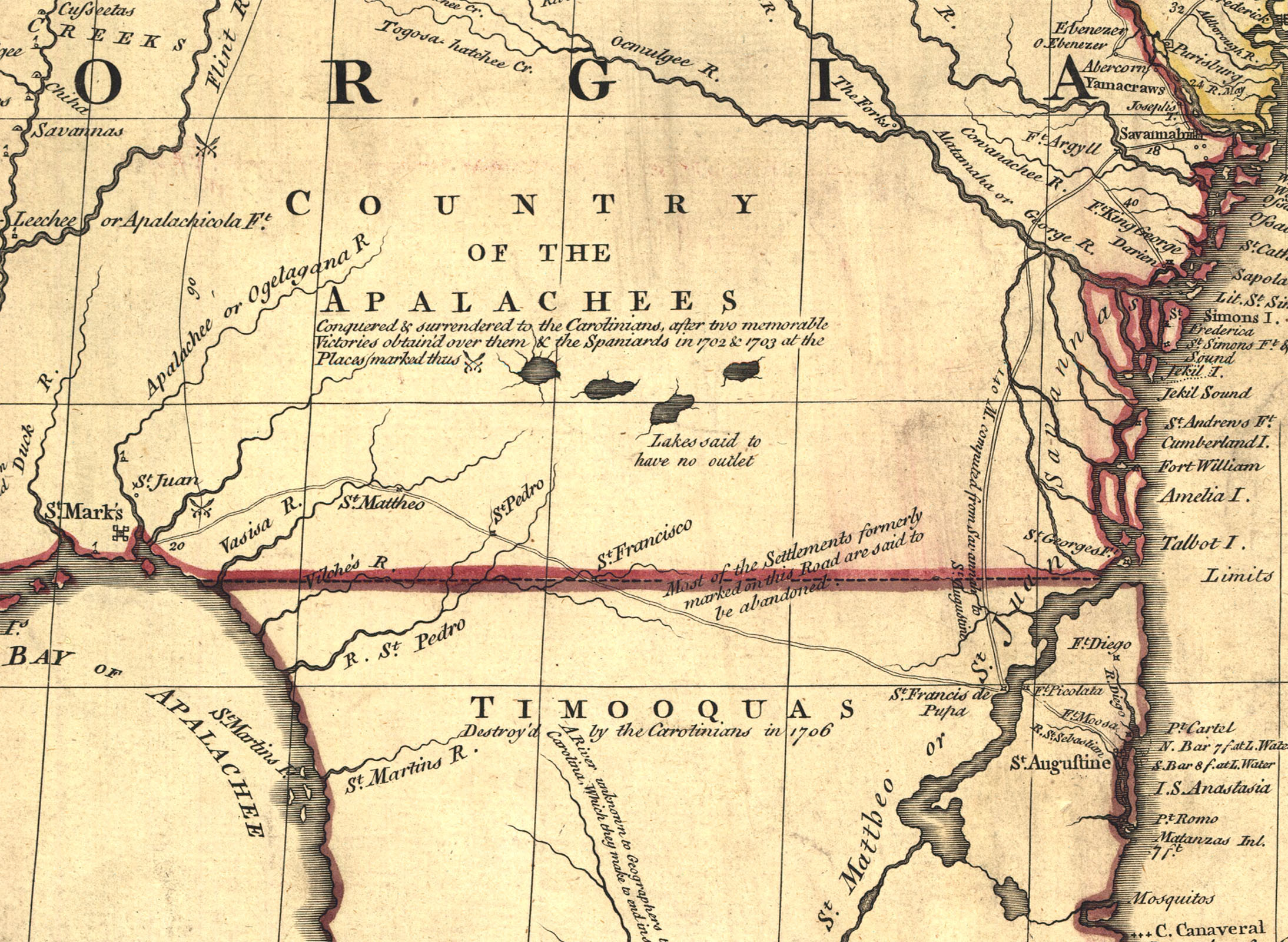
Extrato do Mapa de Mitchell.

Embora tenha sido refinado e tenha mudado várias vezes durante o século XVIII, a maioria das alterações relacionadas com o texto contido não se alterou. O mapa tem-se mantido o mesmo em muitas edições, excepto no tocante às cores, que variam dependendo do mapa. Em qualquer edição, o mapa é chamado Mapa de Mitchell.
Muitos cartógrafos do século XVIII que fizeram mapas da "América do Norte" tomaram como modelo o mapa de Mitchell, por vezes copiando-o todo ou por vezes copiando algumas partes. Em mapas da época foram encontrados erros causados por cópias erradas do mesmo.